# Langley—Abbotsford
Pour les articles homonymes, voir Langley et Abbotsford.
Langley—Abbotsford (initialement connue sous le nom de Langley—Matsqui) est une ancienne circonscription électorale fédérale de la Colombie-Britannique, représentée de 1997 à 2004.
La circonscription de Langley—Matsqui est créée en 1996 avec des parties de Fraser Valley East, Fraser Valley-Ouest et Surrey—White Rock—South Langley. La circonscription devient Langley—Abbotsford en 1997. Abolie en 2003, elle est divisée parmi les circonscriptions d'Abbotsford et de Langley.

## Géographie
En 1996, la circonscription de Langley—Matsqui comprenait:
- La partie ouest du district régional de Central Fraser
- La partie nord-ouest de la municipalité de district de Langley

## Députés
1. 1997-2004 — Randy White, PR, AC & PCC

- AC = Alliance canadienne
- PCC = Parti conservateur du Canada
- PR = Parti réformiste du Canada